# Таран-Жовнір Юрій Миколайович
Ю́рій Микола́йович Тара́н-Жовні́р (* 26 червня 1927, Новомосковськ — † 18 серпня 2003) — український металознавець, 1982 — лауреат премії Ради Міністрів СРСР (за розробку і впровадження економнолегованих швидкоріжучих сталей), 1972 — член-кореспондент, 1985 — дійсний член Академії наук УРСР, 1989 — лауреат премії МВ ССО України , 1990 — премії ім. Д. К. Чернова, 1993 — академік Академії наук вищої школи України, 1996 — лауреат Державної премії України (за розробку і впровадження конвертерного процесу газокисневого рафініювання неіржавіючих сталей), того ж року — премії Міжнародної інженерної академії, дійсний член ASM Internetional — голова Придніпровського відділення, Асоціації металознавців Росії, лауреат премії ім. Академіка Стародубова. Нагороджений орденом Жовтневої революції, двома орденами Трудового Червоного Прапора, медаллю «За трудову відзнаку», 1994 — орденом князя Ярослава Мудрого, 1997 — Святого Володимира.

## Життєпис

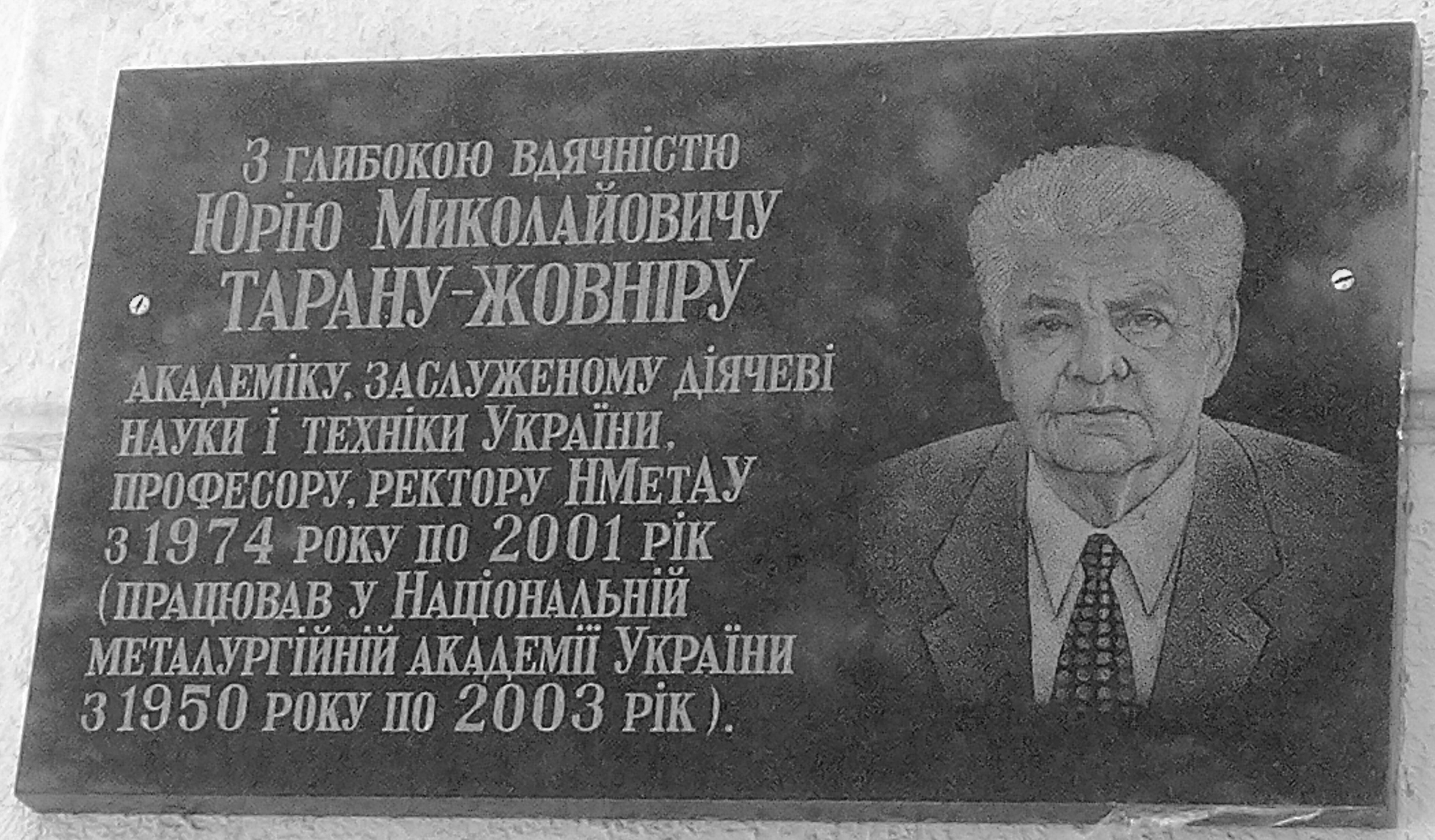
Меморіальна дошка Ю. М. Тарану-Жовніру в Дніпрі на фасаді будівлі Національної металургійної академії України

1949 року закінчив Дніпропетровський металургійний інститут, працює інженером центральної заводської лабораторії Дніпропетровського заводу. 1954 року захистив кандидатську дисертацію, протягом 1959—1963 років працює доцентом кафедри металознавства, з 1961-го — заступник декана технологічного факультету.
В 1963—1973 роках керує відділом металознавства Інституту чорної металургії СРСР — на запрошення Костянтина Буніна. 1969 року захищає докторську роботу «Генеза та морфологія евтектик сплавів заліза».
По тому повертається до Дніпропетровського металургійного інституту — на посаду ректора, яким керував понад 30 років.
Завдяки його зусиллям вперше в Україні запроваджено дисципліну «Основи технічної творчості».
Працював над розробкою принципів комплексного внутрішньовузівського та міжвузівського дипломного проєктування.
У його творчому доробку більш як 600 робіт, з них 8 монографій.
Зареєстровано одне відкриття та 6 патентів, 94 авторських свідоцтв про винахід.
Як педагог підготував 6 докторів та до 50 кандидатів наук.
Довгий час був академіком-секретарем Відділення металургії Академії наук вищої школи України.